# Reinhold Ebertin
Reinhold Ebertin (* 16. Februar 1901 in Görlitz; † 14. März 1988) war ein deutscher Astrologe und Kosmobiologe.

## Leben und Werk
Reinhold Ebertin war der Sohn der seinerzeit bekannten Graphologin und Astrologin Elsbeth Ebertin. Früh von seiner Mutter beeinflusst, begann er sich bereits als Jugendlicher für Grenzwissenschaften und Astrologie zu interessieren. Nach einer anfänglichen Berufslaufbahn als Schullehrer gab er diesen Beruf bald auf, gründete den Ebertin Verlag, der später vom Hermann Bauer Verlag übernommen wurde, war als Herausgeber des Kosmobiologischen Jahrbuches weltbekannt und widmete sich ganz seiner publizistischen Tätigkeit und der Entwicklung der Kosmobiologie. Beeindruckt von dem Astrologen Alfred Witte, dem Begründer der Hamburger Schule, übernahm er wesentliche astrologische Deutungselemente (Halbsummentechnik), distanzierte sich aber von weiteren Lehren (beispielsweise der über hypothetische Planeten). Als sein wichtigstes Werk gilt Kombination der Gestirneinflüsse. Dem folgten zahlreiche andere Bücher zu Themen der psychologischen (Kosmopsychologie) und medizinischen Kosmobiologie.

## Kritik
In der Zeit der nationalsozialistischen Diktatur in Deutschland war das von Reinhold Ebertin herausgegebene Fachblatt eine von nur zwei astrologischen Zeitschriften, deren Erscheinen die Machthaber erlaubten (in diesem Fall bis zum Kriegsjahr 1941). Zudem ist von Reinhold Ebertin eine öffentliche Erklärung aus jener Zeit erhalten, in der er sich mit Stil und Inhalt an Elemente der Ideologie der Machthaber anschließt und scharf antijüdische und menschenverachtende Formulierungen verwendet. Nicholas Goodrick-Clarke berichtet weiterhin, es gebe starke Hinweise darauf, dass Ebertin bereits vorher, in den 1920er Jahren, einer esoterisch-rassistischen Gruppierung um Herbert Reichstein angehört habe, der seine Ideologie als der Richtung der sogenannten Ariosophie zugehörig bezeichnete.
Nicht unerwähnt sollte allerdings bleiben, dass die „Hinweise“, die Goodrick-Clarke erwähnt, von Ebertin später als Verleumdung bezeichnet werden. Gesichert ist, dass im Zusammenhang der von Goebbels inszenierten Gleichschaltung nach dem Sieg der Nationalsozialisten die Astrologie diffamiert wurde. Als Rosenberg und Mathilde Ludendorff die Astrologie als syrischen Zaubertrug brandmarkten, antworteten viele Astrologen mit der Behauptung, dass die Astrologie ein „urgermanisches Sternweistum“ sei und priesen den arischen Norden als Urheimat aller Kultur, teils aus Überzeugung, teils als Selbstschutz und aus Angst vor Verfolgung und Berufsverbot. Ebertin ging aber bereits vor 1933 einen anderen Weg und distanzierte sich von der mythischen und traditionellen Astrologie und bekannte sich früh zur Kosmobiologie, die einen naturwissenschaftlichen Ansatz verfolgte. Im April 1941 wurde die Ausgabe „Mensch und All“ aus dem Ebertin-Verlag verboten. Ebertin schreibt in seiner Autobiographie dazu: Es war vielleicht gut so, denn man wußte nicht mehr, was man schreiben sollte, ohne in die Klauen der Gestapo zu kommen und vielleicht gar in ein Konzentrationslager eingeliefert zu werden. Der Willkür waren damals keine Grenzen gesetzt.
Man kann Ebertin vorhalten, dass er viel zu lange Kompromisse mit den Nationalsozialisten eingegangen ist und aus heutiger Sicht sich damit den Ruf eines Kollaborateurs eingehandelt hat, um seiner astrologischen Verlegertätigkeit weiterhin nachgehen zu dürfen.
Ebertin: Wie schwer es war, in der damaligen Zeit eine Zeitschrift herauszugeben, ohne mit den Gesetzen in Konflikt zu kommen, zwischen den Zeilen aber doch die Wahrheit durchblicken zu lassen und sich trotzdem zu manchen Pflichtaufsätzen zu überwinden, nur um bestehen zu können, das kann sich in der heutigen Zeit kaum jemand vorstellen.
Aber spätestens nach der Flucht von Rudolf Heß 1941 nach England gab es für Astrologen in Deutschland keinen Fürsprecher mehr – ihr nationalsozialistisches Lippenbekenntnis war nun wirkungslos geworden. Es kam zu einer breiten Verhaftungswelle. Auch R. Ebertin wurde schließlich von der Gestapo verhaftet und seine Werke und Zeitschriften beschlagnahmt. Viele andere Astrologen traf es noch härter, die später sogar im Konzentrationslager umkommen sollten.
Weniger von Nazi-Okkultismus-Forschern wurde Ebertin eher wegen seiner ablehnenden Haltung gegenüber der traditionellen Astrologie kritisiert. Man hat ihm vorgeworfen, wertvolle Deutungselemente (Tierkreiszeichen, harmonische Aspekte wie Trigone und Sextile sowie die astrologischen Häuser- oder Feldersysteme) einfach als mythologischen Ballast über Bord geworfen zu haben. Sein Traum war, der Kosmobiologie mit wissenschaftlichen Methoden einen angemessenen Platz zwischen den Natur- und Geisteswissenschaften zu erstreiten. Dieser kann heute jedoch als gescheitert angesehen werden.

### Bücher von Reinhold Ebertin (Auswahl)
- Kombination der Gestirneinflüsse, Ebertin-Verlag, Aalen 1972.
- Einführung in die Kosmobiologie, 5. Auflage, Freiburg im Breisgau 1984.
- Angewandte Kosmobiologie, Freiburg im Breisgau 1986.
- Das Schicksal in meiner Hand – Autobiographie, Aalen 1975.
- Wege zum Horoskop. Leichtverständliche Einführung in die Berechnung und Deutung des Horoskops. Regulus-Bücher Band 1. Görlitz. Regulus-Verlag 1927.
- Wege zum Horoskop. Leichtverständliche Einführung in die Berechnung und Deutung des Horoskops. Regulus-Bücher Band 1. Görlitz. Regulus-Verlag 1927.
- Wir stellen unser Horoskop, Ebertin-Verlag, ohne Jahresangabe (nach 1930).
- Leichtverständliche Einführung in Berechnung und Deutung des Direktionen (II. Band der astrologischen Lehrbücher), Erfurt, Ebertin-Verlag, 1931.
- Wir stellen unser Horoskop. Sonderdruck aus der Deutschen astrologischen Zeitung „Der Seher“. ANGEBUNDEN: II. Teil: Mondtabellen. III. Teil: Aszendent und Aspekt., Erfurt, Ebertin-Verlag, 1932.
- Welcher Tag ist günstig für mich? : Leichtverständliche Einführung in die tägliche Beobachtung d. Horoskopes, um d. günstigen u. ungünstigen Tage im voraus zu bestimmen u. auch auszudeuten. 2. Aufl. Erfurt, Ebertin-Verlag, 1933.
- Du bist durchschaut durch deine Handschrift, Erfurt, Ebertin-Verlag, 1934.
- Regulus Kalender. Astrologischer Ratgeber für Stadt und Land. 9. Jg. Ebertin Kalender 1936.
- Gestirntafeln 1931-1950, Uranus Max Duphorn, Hamburg, 1939.
- Gestirntafel 1880-1940 - Kurzephemeride zur Berechnung des Geburtsbildes, Ebertin-Verlag, Aalen 1946.
- Astrologie - Ebertin, Reinhold u. a. Sieh den Menschen ohne Maske, Ebertin-Verlag, 1946.
- Charakter und Schicksal im Kosmogramm, Ebertin-Verlag, 1950.
- Kosmobiologische Kartei. Teile 1 - 5 mit den Nummern 1 - 100. Beilage zum Mitteilungsblatt ‚Kosmobiologie‘‚ Aus dem Inhalt: Anleitung / Arbeitsmaterial / Gradnetz der Erde / Zeitbegriffe / Normalzeiten / Ephemeriden / Sternzeit der Geburt / Ebertin-Verlag, 1949 - 1952. Vorschau durch Direktionen, Ebertin-Verlag, 1953.
- Weg aus dem Chaos, Ebertin-Verlag, 1954.
- Kombination der Gestirneinflüsse, KdG, Ebertin-Verlag, 1974, 1955.
- Die Kosmischen Grundlagen unseres Lebens, Band I + II Ebertin-Verlag, 1955 und 1956.
- Die Jahres-Kurve. Eine Methode zur Ermittlung der Jahrestendenz auf kosmischer Grundlage, Ebertin-Verlag, Württemberg, 1957.
- Glücklich leben mit dem Horoskop, Hörhold-Verlag, 1957.
- Pluto-Tabelle 1851-1970. Berechnet für jeden Monatsersten, Ebertin-Verlag, 1957.
- Kosmobiologie. - Ebertin-Verlag, 1958.
- Kosmobiologische Lehrbriefe, Ebertin-Verlag, Erfurt, (um 1960).
- Das 90°-Arbeitsgerät in der Praxis. Kosmobiologische Studien I. Ebertin-Verlag, 1954,
- Berechnungstabellen für heliozentrische Positionen, Ebertin-Verlag, ca. 1960.
- Planeten-Tafeln für jedermann zur Berechnung der heliozentrischen Orte der Planeten wie auch der geozentrischen Orte der Gestirne für den Zeitraum von 3400 v. Chr. bis 2600 n. Chr. ohne Anwendung der Logarithmen und trigonometrischen Funktionen bis auf Karl Schoch - Neubearbeitet von Baldur B. Ebertin, 1960.
- Sternenbahnen Weltgeschehen Menschenleben‚ Einführung in die Arbeit mit der Graphischen 45‘-Ephemeride Ebertin-Verlag, 1960.
- Die kosmische Ehe, Ebertin-Verlag, 1962.
- Der Mensch und sein Gestirn, Neue und verbesserte Auflage des Buches „Wir stellen unser Horoskop!“, Ebertin Verlag, 1961
- Das Doppelgesicht des Kosmos Einführung in die heliozentrische Darstellung von Konstellationen und deren Gegenüberstellung zu geozentrischen Aufzeichnungen, Ebertin-Verlag, 1962.
- Die Entfernungswerte der Gestirne Reinhold Ebertin, Johannes Schreiweis, Ebertin-Verlag, 1965.
- Der Einfluss des Pluto auf das Liebesleben, Ebertin-Verlag, 1965, 1988.
- Die Lehre der 12 Häuser oder Orte Hermes Trismegistos Ebertin-Verlag, 1966.
- Direktionen - Mitgestalter des Schicksals, Ebertin-Verlag, 1967.
- Lebensdiagramme / Darstellung des Lebensablaufes in Direktionen, Ebertin-Verlag, 1968.
- Angewandte Kosmobiologie Ebertin-Verlag, 1970.
- Astrologie am Kreuzweg, Ebertin-Verlag, 1970.
- DSZ - Deutsche Sommerzeiten. 1916 - 1918 / 1940 - 1949, Ebertin-Verlag, 1970.
- Zeugung und Geburt in den Kosmogrammen der Eltern. Sonderheft der „Kosmobiologie“ Nr. 8, Juli 1971, Ebertin Verlag, 1971.
- Gesicherte Schnelldiagnose, Ebertin-Verlag, 1972.
- Sternenwandel und Weltgeschehen, Taschen-Ephemeride 1973 für 12 Uhr Weltzeit Ebertin-Verlag, 1972.
- Kosmobiologische Entsprechungen. Stichwortregister zur „Kombination der Gestirnenflüsse“ (KdG), Ebertin, Reinhold und Hans Hausmann, Ebertin-Verlag, 1973.
- Gutachten auf kosmischer Grundlage Ebertin-Verlag, 1973.
- Mensch im All, Ebertin-Verlag, 1974.
- Das Schicksal des deutschen Volkes in seinen kosmischen Entsprechungen, Ebertin-Verlag, 1975.
- Pluto-Tabelle 1851 - 2000 : Ebertin-Verlag, 1975.
- Transite-Welcher Tag ist günstig für mich, Ebertin-Verlag, Aachen, 1975.
- Ereignis-Tabellen für die Korrektur der Geburtszeit und die Zukunftsprognose, Ebertin-Verlag, 1979.
- Grundlagen der kosmobiologischen Heilkunde, Ebertin-Verlag, 1979.
- Lebensdiagramme, Ebertin-Verlag, 1979.
- Kosmobiologische Aspekte chronischer Krankheiten. Innsbruck, Resch Verlag, 1981.
- Sterne helfen heilen. Geschichte und Praxis der Astro-Medizin. Freiburg, Ebertin-Verlag, 1981.
- Transite, Ebertin-Verlag, 1981.
- Geburtszeit und Lebensereignis, Ebertin-Verlag, 1983.
- Kosmopsychologie, Ebertin-Verlag, 1984.
- Anatomische Entsprechungen der Tierkreisgrade, Ebertin-Verlag, 1984.
- Pluto-Entsprechungen zum Weltgeschehen und zum Menschenleben, Ebertin-Verlag Freiburg/Brsg., 1985.
- Hilfs-Tabellen - Hilfstabellen zur Berechnung der Gestirnstände, Ebertin-Verlag, 1986.
- Das Jahresdiagramm als Lebenshilfe, Ebertin-Verlag, 1988.
- Das Kontaktkosmogramm, Ebertin-Verlag, 1988.
- Die Bedeutung der Fixsterne, Ebertin, Reinhold, Hoffmann, Georg, Ebertin-Verlag, 1988.
- Die geographischen Positionen Europas, Alfred M. Grimm, Georg Hoffmann, Reinhold Ebertin, Puettjer, Maik, 1989.
- Einführung in die Kosmobiologie, Ebertin-Verlag., Frbg., 1997.